# Jena Dover
Jena Dover (* 22. Juni 1983 in Johannesburg) ist eine südafrikanische Schauspielerin. Sie ist auch als Model tätig.

## Leben

### Karriere
Jena Dovers Karriere in der Unterhaltungsindustrie Südafrikas begann im Alter von fünf Jahren, als sie wegen ihrer roten Locken in einem örtlichen Einkaufszentrum von einem Fotografen für Werbeaufnahmen entdeckt wurde. Sie machte in den folgenden Jahren durch Vermittlung eines Agenten zahlreiche Werbeaufnahmen (u. a. für Cadbury's) und wirkte beim Sender K-T.V. in Kindersendungen des südafrikanischen Fernsehens mit, wodurch sie beim Fernsehpublikum bekannt wurde. Später arbeitete sie (bis 2011) auch als Moderatorin für das K-T.V.-Sendernetzwerk.
Ihre Schauspielausbildung absolvierte sie am Lee Strasberg Theatre Institute in New York City, wo sie auch Theater spielte. Seit ihrer Rückkehr nach Südafrika spielte Dover in einigen Film- und TV-Produktionen, unter anderem in Number 10 (2006) und in dem von der Filmkritik gelobten südafrikanischen Kinofilm Jozi (2010), für den sie 2010 gemeinsam mit der übrigen Besetzung bei den South African Film and Television Awards (SAFTA) in der Kategorie „Bester Ensemblefilm“ (Best Ensemble Cast) nominiert wurde. Außerdem spielte Jena Dover in dem Thriller Safe House (2012) mit Denzel Washington und Ryan Reynolds in den Hauptrollen.
In dem deutschen Fernsehfilm Das Kindermädchen: Mission Südafrika, der im Dezember 2018 auf Das Erste erstausgestrahlt wurde, spielte Dover, an der Seite von Saskia Vester und Filip Peeters, als Tochter Johanna, die eine schwierige Beziehung zu ihrem Vater hat, eine der handlungstragenden Rollen.
Neben ihrer Arbeit als Schauspielerin war Dover in mehreren Werbekampagnen als Model tätig. Sie war 2008 das „Gesicht“ für die Pantene-Haarprodukte in Südafrika und repräsentierte fünf Jahre lang als Markenbotschafterin die Studio W-Linie von Woolworth.

### Akademische Laufbahn
Dover besuchte von 1998 bis 2001 das Crawford College in Killarney, Johannesburg. 2006, im Alter von 23 Jahren, begann Dover, parallel zu ihrer Arbeit als Schauspielerin und Model, ein Jura-Studium an der University of the Witwatersrand, das sie 2009 als Bachelor of Law (LLB) beendete. Außerdem qualifizierte sie sich in den Bereichen Gesellschaftsrecht und Finanzmanagement weiter. Als Anwältin und Partnerin arbeitete sie von 2010 bis 2014 für Webber Wentzel, eine der größten Anwaltssozietäten Südafrikas. Sie war u. a. an den Verhandlungen zur Übernahme des südafrikanischen Handelskonzerns Massmart durch den Walmart-Konzern beteiligt. Ab 2016 studierte Dover außerdem französische Sprache und französische Literatur an der University of the Witwatersrand und am L’institut Français in Johannesburg.

### Privates
Dover ist seit 2015 mit einem aus Angola stammenden Diplomaten, der im Dienst für die Seychellen tätig ist, verlobt. Das Paar hatte sich im November 2014 bei einem Abendessen in Kapstadt kennengelernt. Sie ist regelmäßig in den sozialen Medien aktiv und betreibt einen Instagram- und einen Twitter-Account.

## Filmografie
- 1990–1991: K-T.V. (Kinderfernsehen, Darstellerin)
- 2002: Glory Glory (Kinofilm)
- 2002: Pets (Kinofilm)
- 2006: Number 10 (Kinofilm)
- 2006: One Way (Fernsehserie)
- 2010: Jozi (Kinofilm)
- 2012: Safe House (Safe House, Kinofilm)
- 2013: Shotgun Garfunkel (Kinofilm)
- 2015: The Gamechangers (Fernsehfilm)
- 2018: Das Kindermädchen – Mission Südafrika (Fernsehfilm, Deutschland)